# 2015年ESPY賞
2015年ESPY賞 は第23回目の ESPY賞。2015年7月15日にカリフォルニア州ロサンゼルスのマイクロソフト・シアターで開催された。ABCによって放送され、司会はジョエル・マクヘイルが務めた。

## 受賞者と候補者
各部門の一番上に記載された太字の選手が受賞者。
| 最優秀男子選手賞 - ステフィン・カリー（NBA） - レブロン・ジェームズ（NBA） - アーロン・ロジャース（NFL） - J. J・ワット（NFL） | 最優秀女子選手賞 - ロンダ・ラウジー（総合格闘技） - ブレアナ・スチュワート（大学バスケットボール） - リンゼイ・ボン（スキー） - セリーナ・ウィリアムズ（テニス） |
| 最優秀チャンピオンシップパフォーマンス賞 - レブロン・ジェームズ（NBA - 2015年 NBAファイナルの記録更新） - アメリカンファラオ（競馬 - 1978年以来37年ぶりのアメリカクラシック三冠馬） - マディソン・バンガーナー（MLB - 2014年ワールドシリーズMVP） - ローレン・ヘイガー（大学ソフトボール - 2015年女子全米大学選手権での活躍） | 最優秀躍進選手賞 - モネ・デービス（リトルリーグ - リトルリーグ・ベースボール・ワールドシリーズで史上初の女子勝利投手） - オデル・ベッカム（NFL - 2014年オフェンス部門ルーキー・オブ・ザ・イヤー） - カーデール・ジョーンズ（大学ソフトボール） - ジョーダン・スピース（PGA - 2015年マスターズ優勝,2015年全米オープン優勝）                                                             |
| 最優秀新記録パフォーマンス賞 - ペイトン・マニング（NFL - 通算タッチダウンパス509回） - ローレン・チェンバレン（大学ソフトボール - 通算91本塁打） - デビン・ヘスター（NFL - 通算リターン・タッチダウン20回） - クレイ・トンプソン（NBA - 1ピリオドで37得点） | 最優秀番狂わせ賞 - ミシシッピ大学がアラバマ大学に勝利（大学フットボール） - ジョージア州立大学がベイラー大学に勝利（大学バスケットボール） - カンザスシティ・ロイヤルズ（MLB - アメリカンリーグ制覇） |
| 最優秀試合賞 - ニューイングランド・ペイトリオッツ 対 シアトル・シーホークス（第49回スーパーボウル） - オークランド・アスレチックス 対 カンザスシティ・ロイヤルズ（ワイルドカードゲーム） - サンアントニオ・スパーズ 対 ロサンゼルス・クリッパーズ（ウェスタン・カンファレンスの準決勝第7試合） | 最優秀チーム賞 - サッカーアメリカ合衆国女子代表（FIFA） - ニューイングランド・ペイトリオッツ（NFL） - コネチカット大学（大学女子バスケットボール） - ゴールデンステート・ウォリアーズ（NBA） - シカゴ・ブラックホークス（NHL） - オハイオ州立大学バックアイズ（大学フットボール） |
| 最優秀コーチ/マネージャー賞 - スティーブ・カー（ゴールデンステート・ウォリアーズ） - Geno Auriemma（大学女子バスケットボール） - ビル・ベリチック（ニューイングランド・ペイトリオッツ） - マイク・シャシェフスキー（大学バスケットボール） - アーバン・マイヤー（大学フットボール） | 最優秀カムバック賞 - ロブ・グロンコウスキー（ニューイングランド・ペイトリオッツ） - アレックス・ロドリゲス（ニューヨーク・ヤンキース） - デリック・ローズ（シカゴ・ブルズ） - リンゼイ・ボン（スキー） |
| 最優秀国際選手賞 - リオネル・メッシ（FCバルセロナ/アルゼンチン代表） - ノバク・ジョコビッチ（テニス） - ルイス・ハミルトン（フォーミュラ1） - リディア・コ（女子ゴルフ） - クリスティアーノ・ロナウド（レアル・マドリード/ポルトガル代表） | 最優秀NFL選手賞 - アーロン・ロジャース（グリーンベイ・パッカーズ - 2014年最優秀選手） - トム・ブレイディ（ニューイングランド・ペイトリオッツ - 2015年スーパーボウルMVP） - アントニオ・ブラウン（ピッツバーグ・スティーラーズ） - デマルコ・マレー（ダラス・カウボーイズ） - J. J・ワット（ヒューストン・テキサンズ）                                                                  |
| 最優秀MLB選手賞 - マイク・トラウト（ロサンゼルス・エンゼルス・オブ・アナハイム -2014年アメリカンリーグ 最優秀選手賞） - クレイトン・カーショウ（ロサンゼルス・ドジャース - 2014年ナショナルリーグ最優秀選手賞・サイ・ヤング賞） - マディソン・バンガーナー（サンフランシスコ・ジャイアンツ - 2014年ワールドシリーズ最優秀選手賞） - コーリー・クルーバー（クリーブランド・インディアンス - 2014年アメリカンリーグサイ・ヤング賞） - ジャンカルロ・スタントン（マイアミ・マーリンズ） | 最優秀NHL選手賞 - ジョナサン・トウーズ（シカゴ・ブラックホークス - 2015年スタンレー・カップ優勝チーム主将） - キャリー・プライス（モントリオール・カナディアンズ - 2014-15年テッド・リンジー賞） - アレクサンドル・オベチキン（ワシントン・キャピタルズ） - ジョン・タベアズ（ニューヨーク・アイランダース） - ダンカン・キース（シカゴ・ブラックホークス - 2015年コーン・スマイス賞） |
| 最優秀NBA選手賞 - ステフィン・カリー（ゴールデンステート・ウォリアーズ - 2015年NBA最優秀選手賞） - アンソニー・デイビス（ニューオーリンズ・ペリカンズ） - ジェームス・ハーデン（ヒューストン・ロケッツ） - レブロン・ジェームズ（クリーブランド・キャバリアーズ） - ラッセル・ウェストブルック（オクラホマシティ・サンダー - NBAシーズン得点王） | 最優秀WNBA選手賞 - スカイラー・ディギンズ（タルサ・ショック） - ブリトニー・グライナー（フェニックス・マーキュリー） - マヤ・ムーア（ミネソタ・リンクス） - キャンデース・パーカー（ロサンゼルス・スパークス） - ダイアナ・トーラジ（フェニックス・マーキュリー） |
| 最優秀ドライバー賞 - ケヴィン・ハーヴィック（NASCAR - 2014年スプリントカップ・シリーズ王者） - エリカ・エンダース・スティーブンス（NHRA） - ルイス・ハミルトン（フォーミュラ1 - 2014年 F1ドライバーズチャンピオン） - ファン・パブロ・モントーヤ（IndyCar - 2015年インディ500優勝） - ウィル・パワー（IndyCar） | 最優秀ファイター賞 - ロンダ・ラウジー（総合格闘技 - UFC王座最速防衛記録2度更新） - ドナルド・セラーニ（総合格闘技 - UFCライト級最長連勝記録の8連勝） - テレンス・クロフォード（ボクシング - WBO スーパーライト級王者） - ゲンナジー・ゴロフキン（ボクシング - 33勝無敗30KO） - フロイド・メイウェザー・ジュニア（ボクシング - マニー・パッキャオ戦判定勝利,48勝無敗）                  |
| 最優秀男子ゴルファー賞 - ジョーダン・スピース（2015年マスターズ,全米オープン優勝） - ローリー・マキロイ（2014年PGAプレーヤー・オブ・ザ・イヤー, 2014年全英オープン ・ PGA選手権優勝） - ビリー・ホーシェル（2014年フェデックスカップ優勝） | 最優秀女子ゴルファー賞 - リディア・コ（2014年LPGAルーキー・オブ・ザ・イヤー） - ステイシー・ルイス（2014年LPGAプレーヤー・オブ・ザ・イヤー） - 朴仁妃（2014年LPGA選手権） |
| 最優秀男子テニス選手賞 - ノバク・ジョコビッチ（2015年全豪オープン優勝, 2014年ウィンブルドン選手権優勝,2015年ウィンブルドン選手権優勝,2014年ATPワールドツアー・ファイナル優勝,2014年ATPワールドツアー 年間最優秀選手） - マリン・チリッチ（2014年全米オープン優勝） - ロジャー・フェデラー（通算1000勝を達成） - スタン・ワウリンカ（2015年全仏オープン優勝） | 最優秀女子テニス選手賞 - セリーナ・ウィリアムズ（2014年全米オープン優勝, 2015年全豪オープン優勝, 2015年全仏オープン優勝,2015年ウィンブルドン選手権優勝） - シモナ・ハレプ（2014年WTAツアー3位,2014年WTAツアー選手権準優勝） - ペトラ・クビトバ（2014年ウィンブルドン選手権優勝） - マリア・シャラポワ（2014年WTAツアー2位）                                                            |
| 最優秀大学男子選手賞 - マーカス・マリオタ（フットボール,オレゴン大学 - 2014年ハイズマン賞） - ジャック・エイッチェル（アイスホッケー,ボストン大学 - 2015年ホベイ・ベイカー賞） - フランク・カミンスキー（バスケットボール,ウィスコンシン大学マディソン校 - 2015年ネイスミス賞,ウッデン賞） - ローガン・スティーバー（レスリング,オハイオ州立大学） - ダンズビー・スワンソン（野球,ヴァンダービルト大学）                                                                             | 最優秀大学女子選手賞 - メリッサ・フランクリン（水泳,カリフォルニア大学バークレー校） - テイラー・カミングス（ラクロス,メリーランド大学カレッジパーク校） - ローレン・ヘイガー（ソフトボール,フロリダ大学） - ミッチャ・ハンコック（バレーボール,ペンシルベニア州立大学） - ブレアナ・スチュワート（バスケットボール,コネチカット大学）                                                 |
| 最優秀男子アクションスポーツ選手賞 - ライアン・ダンジ（ モトクロス） - タッカー・ヒバート（スノクロス） - ニーヤ・ヒューストン（スケートボーディング） - マーク・マクモリス（スノーボード） - ジョシュ・シーハン（フリースタイルモトクロス） | 最優秀女子アクションスポーツ選手賞 - ケリー・クラーク（スノーボード） - ペイジュ・アームズ（サーフィン） - ステファニー・ギルモア（サーフィン） - リサ・サンス（エンデューロレース/モーターサイクルレーシング） |
| 最優秀騎手賞 - ビクター・エスピノーザ（2015年アメリカクラシック三冠） - ハビエル・カステリャーノ（2014年エクリプス賞最優秀騎手） - ジョエル・ロサリオ（通算2000勝） | 最優秀ボウラー賞 - ジェイソン・ベルモンテ（2014年PBA最優秀選手,2015年USBCマスターズ優勝,2015年PBAトーナメント・オブ・チャンピオンズ優勝） - パーカー・ボーン三世 - マイク・ファガン（2014年PBA世界選手権優勝） |
| 最優秀男子障害者選手 - Krige Schabort（トライアスロン） - ジョー・ベレニー（サイクリング） - ジョッシュ・ポールズ（アイススレッジホッケー） - マイク・シェイ（スノーボード）' - アンディ・ソウル（ノルディックスキー） | 最優秀女子障害者選手 - ベッカ・マイヤーズ（水泳） - ケンドール・グレッチ（トライアスロン） - オクサナ・マスターズ（ノルディックスキー） - タチアナ・マクファデン（陸上競技） - Greta Neimanas（サイクリング） |
| 最優秀MLS選手 - ロビー・キーン（ロサンゼルス・ギャラクシー - 2014年ランドン・ドノバン賞MVP） - オバフェミ・マルティンス（シアトル・サウンダーズFC） - リー・グエン（ニューイングランド・レボリューション） - ブラッドリー・ライト＝フィリップス（ニューヨーク・レッドブルズ - 2014年MLSゴールデンブーツ） | |

## プレゼンター
- キーファー・サザーランド
- レイチェル・マクアダムス
- リチャード・シャーマン
- リンゼイ・ボン
- ハル・ベリー
- ロビン・ロバーツ
- マイク・エップス
- アレックス・モーガン
- ステフィン・カリー
- J. J・ワット
- ブリトニー・スピアーズ[2]
- エド・ヘルムズ
- ダニカ・パトリック
- レブロン・ジェームズ
- シアラ
- アンドレ・イグダーラ
- ベン・アフレック
- アビー・ワンバック
- ジェイク・ジレンホール
- ブレット・ファーヴ
- ヴィンス・ヴォーン